# 6-Stunden-Rennen von Shanghai 2016

Streckenlayout des Shanghai International Circuit

Das 6-Stunden-Rennen von Shanghai 2016, auch 2016 6 Hours of Shanghai, fand am 6. November auf dem Shanghai International Circuit statt und war der achte Wertungslauf der FIA-Langstrecken-Weltmeisterschaft dieses Jahres.

## Das Rennen
Nachdem das Toyota-Trio Stéphane Sarrazin, Mike Conway und Kamui Kobayashi beim Meisterschaftsrennen in Fuji die Siegesserie der Porsche-Fahrer Timo Bernhard, Brendon Hartley und Mark Webber durchbrochen hatten, erreichten diese in Shanghai wieder den Gesamtsieg. Im Ziel hatten sie nach einer Fahrzeit von 6:00:27,901 Stunden eine Minute Vorsprung auf das Toyota-Trio und dessen Teamkollegen Anthony Davidson/Sébastien Buemi/Kazuki Nakajima.

## Ergebnisse

### Schlussklassement
| 1           | LMP1      | 1  | Porsche Team              | Timo Bernhard Brendon Hartley Mark Webber               | Porsche 919 Hybrid       | 195 |
| 2           | LMP1      | 6  | Toyota Gazoo Racing       | Stéphane Sarrazin Mike Conway Kamui Kobayashi           | Toyota TS050 Hybrid      | 195 |
| 3           | LMP1      | 5  | Toyota Gazoo Racing       | Anthony Davidson Sébastien Buemi Kazuki Nakajima        | Toyota TS050 Hybrid      | 195 |
| 4           | LMP1      | 2  | Porsche Team              | Marc Lieb Romain Dumas Neel Jani                        | Porsche 919 Hybrid       | 195 |
| 5           | LMP1      | 8  | Audi Sport Team Joest     | Loïc Duval Lucas di Grassi Oliver Jarvis                | Audi R18 RP6             | 192 |
| 6           | LMP1      | 7  | Audi Sport Team Joest     | André Lotterer Marcel Fässler Benoît Tréluyer           | Audi R18 RP6             | 191 |
| 7           | LMP1      | 4  | ByKolles Racing Team      | Simon Trummer Oliver Webb Pierre Kaffer                 | CLM P1/01                | 181 |
| 8           | LMP2      | 26 | G-Drive Racing            | Roman Rusinov Alex Brundle Will Stevens                 | Oreca 05                 | 180 |
| 9           | LMP2      | 30 | Extreme Speed Motorsports | Antonio Giovinazzi Tom Blomqvist Sean Gelael            | Ligier JS P2             | 179 |
| 10          | LMP2      | 43 | RGR Sport by Morand       | Ricardo González Filipe Albuquerque Bruno Senna         | Ligier JS P2             | 179 |
| 11          | LMP2      | 36 | Signatech Alpine          | Nicolas Lapierre Gustavo Menezes Stéphane Richelmi      | Alpine A460              | 179 |
| 12          | LMP2      | 31 | Extreme Speed Motorsports | Ryan Dalziel Christopher Cumming Luís Felipe Derani     | Ligier JS P2             | 179 |
| 13          | LMP2      | 27 | SMP Racing                | Nicolas Minassian Maurizio Mediani Mikhail Aleshin      | BR Engineering BR01      | 177 |
| 14          | LMP2      | 37 | SMP Racing                | Vitaly Petrov Viktor Shaytar Kirill Ladygin             | BR Engineering BR01      | 177 |
| 15          | LMP2      | 35 | Baxi DC Racing            | David Cheng Ho-Pin Tung Paul-Loup Chatin                | Alpine A460              | 176 |
| 16          | LMP2      | 44 | Manor                     | Matthew Rao Richard Bradley Alex Lynn                   | Oreca 05                 | 174 |
| 17          | LMGTE Pro | 67 | Ford Chip Ganassi Team UK | Andy Priaulx Harry Tincknell                            | Ford GT                  | 170 |
| 18          | LMGTE Pro | 66 | Ford Chip Ganassi Team UK | Olivier Pla Stefan Mücke                                | Ford GT                  | 170 |
| 19          | LMGTE Pro | 51 | AF Corse                  | Gianmaria Bruni James Calado                            | Ferrari 488 GTE          | 170 |
| 20          | LMGTE Pro | 95 | Aston Martin Racing       | Nicki Thiim Marco Sørensen                              | Aston Martin Vantage GTE | 170 |
| 21          | LMGTE Pro | 71 | AF Corse                  | Davide Rigon Sam Bird                                   | Ferrari 488 GTE          | 168 |
| 22          | LMGTE Pro | 77 | Dempsey-Proton Racing     | Richard Lietz Michael Christensen                       | Porsche 911 RSR          | 168 |
| 23          | LMGTE Am  | 98 | Aston Martin Racing       | Paul Dalla Lana Pedro Lamy Mathias Lauda                | Aston Martin Vantage GTE | 166 |
| 24          | LMP1      | 13 | Rebellion Racing          | Dominik Kraihamer Alexandre Imperatori Mathéo Tuscher   | Rebellion R-One          | 166 |
| 25          | LMGTE Am  | 83 | AF Corse                  | François Perrodo Emmanuel Collard Rui Águas             | Ferrari 458 Italia GT2   | 166 |
| 26          | LMGTE Am  | 78 | KCMG                      | Christian Ried Wolf Henzler Joël Camathias              | Porsche 911 RSR          | 166 |
| 27          | LMGTE Am  | 88 | Abu Dhabi-Proton Racing   | Khaled Al Qubaisi Patrick Long David Heinemeier Hansson | Porsche 911 RSR          | 166 |
| 28          | LMGTE Am  | 50 | Larbre Compétition        | Romain Brandela Ricky Taylor Pierre Ragues              | Chevrolet Corvette C7.R  | 164 |
| 29          | LMGTE Am  | 86 | Gulf Racing               | Mike Wainwright Adam Carroll Ben Barker                 | Porsche 911 RSR          | 164 |
| Ausgefallen |           |    |                           |                                                         |                          |     |
| 30          | LMGTE Pro | 97 | Aston Martin Racing       | Richie Stanaway Darren Turner                           | Aston Martin Vantage GTE | 1   |
| 31          | LMP2      | 45 | Manor                     | Tor Graves Roberto González junior Mathias Beche        | Oreca 05                 | 1   |

### Nur in der Meldeliste
Hier finden sich Teams, Fahrer und Fahrzeuge, die ursprünglich für das Rennen gemeldet waren, aber aus den unterschiedlichsten Gründen daran nicht teilnahmen.
| Pos. | Klasse | Nr. | Team           | Fahrer                      | Chassis     |
| ---- | ------ | --- | -------------- | --------------------------- | ----------- |
| 32   | LMP2   | 42  | Strakka Racing | Jonny Kane Lewis Williamson | Gibson 015S |

### Klassensieger
| Klasse    | Fahrer          | Fahrer          | Fahrer        | Fahrzeug                 | Platzierung im Gesamtklassement |
| --------- | --------------- | --------------- | ------------- | ------------------------ | ------------------------------- |
| LMP1      | Timo Bernhard   | Brendon Hartley | Mark Webber   | Porsche 919 Hybrid       | Gesamtsieg                      |
| LMP2      | Roman Rusinov   | Alex Brundle    | Will Stevens  | Oreca 05                 | Rang 8                          |
| LMGTE Pro | Andy Priaulx    | Harry Tincknell |               | Ford GT                  | Rang 17                         |
| LMGTE Am  | Paul Dalla Lana | Pedro Lamy      | Mathias Lauda | Aston Martin Vantage GTE | Rang 23                         |

### Renndaten
- Gemeldet: 32
- Gestartet: 31
- Gewertet: 29
- Rennklassen: 4
- Zuschauer: unbekannt
- Wetter am Rennwochenende: warm und Regenschauer
- Streckenlänge: 5,451 km
- Fahrzeit des Siegerteams: 6:00:27,901 Stunden
- Runden des Siegerteams: 195
- Distanz des Siegerteams: 1062,939 km
- Siegerschnitt: 176,900 km/h
- Pole Position: Timo Bernhard/[Brendon Hartley/Mark Webber – Porsche 919 Hybrid (#1) – 1:44,307
- Schnellste Rennrunde: Brendon Hartley – Porsche 919 Hybrid (#1) – 1:45,935 = 185,200 km/h
- Rennserie: 8. Lauf zur FIA-Langstrecken-Weltmeisterschaft 2016